# Volker Anger
Volker Anger (* 2. Mai 1968 in Ost-Berlin) ist ein deutscher Ringer. Für die Deutsche Demokratische Republik nahm er 1988 an den Olympischen Spielen teil und trat zu DDR-Zeiten für die SG Dynamo Luckenwalde an. Nach der Wiedervereinigung gewann er vier Mal den deutschen Meistertitel im Ringen.

## Karriere
Als 16-Jähriger nahm er an den DDR-Ringermeisterschaften 1985 in Leipzig teil. Er belegte hinter seinen Mannschaftskollegen Uwe Jesse und Andreas Buchhorn vom SC Leipzig den dritten Platz. Er nahm an den Ringer-Europameisterschaften 1988 in Manchester teil und erreichte dort das Halbfinale. Dort unterlag er und musste sich zudem im Kampf um Platz drei den Bulgaren Marian Nedkow geschlagen geben.
Vom Nationalen Olympischen Komitee der DDR wurde er für die Olympischen Spiele 1988 in Seoul nominiert. Er trat im Halbfliegengewicht an und belegte den siebten Platz. Nach der Wiedervereinigung trat er 1993 bei den Deutschen Ringermeisterschaften 1993, welche in Berlin stattfanden, im Fliegengewicht an und erreichte das Finale. Im Finale besiegte er Stanislas Kaczmarek und gewann einen von vielen deutschen Meistertitel im Ringen.
Er wurde insgesamt 4 mal in Folge von 1992 bis 1995 Deutscher Meister in der Gewichtsklasse Fliegengewicht.